# Charles Duncan Michener
Charles Duncan Michener (Pasadena, 22 de setembro de 1918 – Lawrence, 1 de novembro de 2015) foi um entomólogo norte-americano, especialista em biologia evolutiva, comportamento animal, morfologia comparada e taxonomia.
Era especialista mundial em abelhas, trabalho que resultou no livro The Bees of the World, publicado pela primeira vez em 2000. Publicou diversos artigos científicos e livros sobre o tema, além de ter ajudado em elevar as pesquisas evolutivas sobre a complexa metodologia da taxonomia e na área de sociobiologia.
Foi o primeiro membro da Academia Nacional de Ciências no Kansas e por muitos anos foi o único membro da NSA no estado. Publicou mais de 500 artigos científicos e rediviu uma tese, em 1944, que revolucionou a sistemática das abelhas, que levou ao livro Social Behavior of the Bees (1974). Em 1976, foi eleito membro correspondente da Academia Brasileira de Ciências.

## Biografia

### Primeiros anos
Charles nasceu em 1918, em Pasadena. Era o segundo filho de Harold Michener (1882–1949), engenheiro, e Effie Josephine Rigden (1881–1971). Seu irmão mais velho era Harold David e ambos cresceram em um ambiente que valorizava a ciência e a educação. Desde pequenos, os garotos se acostumaram com a natureza, brincando ao ar livre, e aprendendo fatos sobre o meio ambiente. Sua mãe era filha de imigrantes ingleses e tinha um mestrado em zoologia pela Universidade da Califórnia em Berkeley, com uma dissertação sobre a sistemática de dinoflagelados marinhos. Effie tinha começado o doutorado, mas desistiu ao conhecer Harold e ao se casar com ele, em 1910.
Harold e Effie adoravam observar pássaros e junto dos filhos gostavam de sentar no banco do jardim com um binóculo e um livro para identificar as espécies locais. Juntos eles identificaram cerca de 45 mil pássaros em Pasadena, tendo publicado cerca de 30 artigos científicos a respeito. Esse trabalho de observação foi um dos catalisadores para a carreira científica de Charles na vida adulta.
Seus pais estimulavam a curiosidade científica dos filhos, mas não os empurravam para nenhuma área em específico. Sua mãe o ajudava a identificar espécimens de vários tipos de organismos em seu quintal, enquanto o ensinava a consultar livros de biologia para saber mais sobre eles. Juntos eles visitavam museus e coleções científicas. A família designou o andar superior da casa como "o museu", um lugar para armazenamento e estudo de espécimens, além de ter adicionado um cômodo extra ao lado da cozinha para que os garotos naturalistas pudessem trabalhar. Era comum que mandassem espécimens para especialistas na área para ajudar na identificação, fazendo até doações para coleções científicas. Charles teve uma espécie de efemérida nomeada em sua homenagem com apenas 16 anos por causa da descoberta. Posteriormente, ele nomeou uma abelha carpinteira de Ceratina nanula rigdenae, em homenagem à sua mãe.
Além de estudar insetos, Charles também estudava plantas. Ele fez centenas de ilustrações botânicas de plantas nativas. Quando começou a ficar sem novas espécies para desenhar, ele passou a estudar insetos, que tinham uma variedade maior. Assim ele começou a colecionar, desenhar e identificar, inicialmente para a família, todos os insetos que encontrava, tomando notas sobre a localização, localidade, interações biológicas, comportamento, ciclos de vida e sazonalidade. Entomólogos que trabalhvam com seu pai para controlar danos causados por cupins em construções o ajudaram a nomear e etiquetar corretamente seus insetos.
Aos 14 anos, Charles começou a se corresponder com taxonomistas profissionais como Theodore Dru Alison Cockerell, da Universidade do Colorado, líder mundial em taxonomia de abelhas, que o convidou para se encontrar com ele e com Philip Hunter Timberlake, outro taxonomista reconhecido, no escritório de Timberlake na Universidade da Califórnia. Sua mãe o acompanhou na visita e Timberlake começou a levar o garoto em viagens de campo para coletar insetos nos desertos de Mojave e do Colorado, além de atuar como consultor regular para comitês e conselhos. Ambos o encorajaram a publicar seu primeiro artigo científico, sobre os ninhos de uma abelha pouco conhecida, aos 15 anos. Charles passou o verão do seu primeiro ano no ensino médio, em 1935, com a família Cockerell em Boulder, no Colorado, onde trabalhou ao lado do professor na universidade, aprendendo sobre a morfologia e classificação das abelhas.
O trabalho ao lado de Cockerell o submergiu na biologia das abelhas. Com ele, Charles aprendeu a como estudar e identificar a morfologia das abelhas, anotando tudo em um caderno. Cockerell atuou como um mentor para o jovem estudante de ensino médio. Outro grande encorajador de Charles era seu irmão, David que, já aluno de graduação em biologia pelo Instituto de Tecnologia da Califórnia, levava o irmão mais novo para visitar laboratórios e em viagens de campo.

### Faculdade
Charles de formou no ensino médio em 1936 e ingressou na escola de agricultura da Universidade da Califórnia em Berkeley. Além das aulas obrigatórias do curso, ele também teve aulas de zoologia, botânica e história. Trabalhou com coleções de insetos da Academia de Ciências da Califórnia, administrada pelo especialista em besouros, Edwin C. Van Dyke. Em excursões e viagens de campo visitou grandes museus do país como o Museu Americano de História Natural, em Nova York, o Museu Nacional de História Natural, em Washington D.C., entre outros.
Em 1939, Charles se formou em Berkeley com bacharelado em entomologia. Logo em seguida começou seu doutorado com a orientação de Edward Oliver Essig, renomado entomólogo. Em 1940 já era professor assistente, quando conheceu uma estudante de entomologia, Mary Hastings, transferida do campus de Davis. Eles se casaram em 1 de janeiro de 1941 e permaneceram casados por 70 anos (Mary faleceu em 2010).
Charles já estava casado e com um doutorado aos 23 anos. Sua tese ganhou o Prêmio A. Cressy Morrison de Ciências Naturais da Academia de Ciências de Nova York. Ele aceitou um trabalho temporário de professor assistente por um semestre enquanto procurava por um cargo permanente. Empregos relacionados à entomologia numa época de guerra eram difíceis de encontrar. A maioria era voltava para a economia e para a agricultura e não para a ciência básica e sistemática que o interessava. Enquanto buscava por um emprego fixo, ele chegou a fazer alguma pesquisa com vespas, um importante grupo para a agricultura. Seu primeiro emprego fixo foi como curador assistente de borboletas e mariposas do Museu Americano de História Natural, em Nova York, um grande centro de pesquisa em biologia sistemática.
Enquanto as tropas norte-americanas eram enviadas para a Europa, Charles se alistou como tenente no Exército. Ele foi designado para trabalhar com vetores de doenças que pudessem afetar as tropas, primeiro com mosquitos transmissores da malária em Campo Shelby, no Mississippi e depois com ácaros no Laboratório Gorgas Memorial, no Panamá, onde rapidamente se tornou um especialista em acarologia, o estudo de ácaros e carrapatos. Como subprodutos desse trabalho, ele produziu artigos científicos sobre as abelhas do Mississippi e do Panamá.
Esta foi sua primeira experiência nos trópicos. Ele depois viajaria para vários países em busca de espécimens como Japão, Costa Rica e Brasil. Com o fim da guerra, Charles foi dispensado do Exército e em 1946 retornou para seu trabalho no museu em Nova York. Nesta época, a família Michener era composta por quatro pessoas; seus dois filhos, David e Daniel, logo viram chegar a irmã, Barbara e mais um irmão, Walter, antes que a família se mudasse em definitivo para o Kansas, em 1948.

### Kansas
Em 1948, Charles assumiu o cargo de professor associado em entomologia na Universidade do Kansas. Foi chefe do departamento de entomologia de 1949 a 1961, e novamente entre 1972 e 1975. Recebeu duas vezes a Bolsa Guggenheim, uma em 1955 e a outra em 1966. Recebeu uma Bolsa Fulbright para ir à Austrália em 1958 e eleito para a Academia Nacional de Ciências em 1965.
Foi editor de vários periódicos acadêmicos e presidente da Sociedade de Entomologia do Kansas, em 1950. Foi presidente da Sociedade Americana da Naturalistas em 1978. Aposentou-se em 1989, com mais de 340 artigos científicos publicados, além de livros e capítulos de livros em sistemática de abelhas e sua biologia. Orientou mais de 80 mestres e doutores, alguns deles hoje especialistas e autoridades em entomologia.

## Morte
Charles morreu em 1 de novembro de 2015, aos 97 anos, em sua casa em Lawrence, no Kansas, devido a uma insuficiência cardíaca.